# Janapolė
Janapolė is een plaats in de gemeente Telšiai in het Litouwse district Telšiai. De plaats telt 465 inwoners (2001).